# Футбольний матч Польща — Угорщина (1939)
Футбольний матч між збірними Польщі і Угорщини відбувся у Варшаві 27 серпня 1939 року. Для поляків це була остання гра у період між двома світовими війнами. За чотири дні до нього Німеччина і Радянський Союз підписали пакт Молотова — Ріббентропа, одним з пунктів якого був поділ Польської держави. Тогочасна збірна господарів мала гарних виконавців і брала участь у чемпіонаті світу 1938 року у Франції. Наступного разу поляки потраплять на світовий мундіаль через 36 років. Водночас для угорців цей матч був пересічним, одним з багатьох товариських поєдинків.

## Історія
Свій перший матч збірна Польщі провела саме з угорцями. До серпня 1939 року команди провели всього п'ять поєдинків і поляки в них не здобули жодної перемоги.

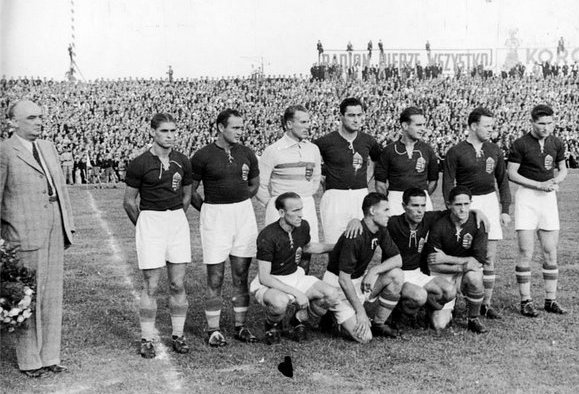
Збірна Угорщини перед початком гри.

| № | Дата           | Місто    | Господарі | Рахунок | Гості    | Автори голів                                   |
| - | -------------- | -------- | --------- | ------- | -------- | ---------------------------------------------- |
| 1 | 18 грудня 1921 | Будапешт | Угорщина  | 1:0     | Польща   | Єне Сабо                                       |
| 2 | 14 травня 1922 | Краків   | Польща    | 0:3     | Угорщина | Шейден, Шолті (2)                              |
| 3 | 25 травня 1924 | Париж    | Угорщина  | 5:0     | Польща   | Айзенгоффер, Хірзер (2), Опата (2)             |
| 4 | 31 серпня 1924 | Будапешт | Угорщина  | 4:0     | Польща   | Карасяк (а/г), Такач (2), Орт                  |
| 5 | 20 серпня 1926 | Будапешт | Угорщина  | 4:1     | Польща   | Кауцький, Хорват, Фогль, Сенкей — Сталіньський |

## Деталі матчу
| 27 серпня 1939 17:00 CET |

| Польща                                        | 4–2  | Угорщина               |
| --------------------------------------------- | ---- | ---------------------- |
| Вілімовський 33', 64', 74' Піонтек 73' (пен.) | звіт | Женгеллер 14' Адам 30' |

| Стадіон Війська Польського, Варшава Глядачів: 20,000 Арбітр: Еско Пеконен (Фінляндія) |

| Польща | Угорщина |

|  |         |                                          |     |
|  |         |                                          |     |
|  | 1       | Адольф Кшик («Бригада» Ченстохова)       |     |
|  | 2       | Владислав Щепаняк («Полонія» Варшава; )  |     |
|  | 3       | Едмунд Гємса («Рух» Хожув)               |     |
|  | 4       | Вільгельм Гура («Краковія»)              |     |
|  | 5       | Едвард Яблонський («Краковія»)           |     |
|  | 6       | Евальд Дитко («Домб» Катовіце)           |     |
|  | 7       | Генрік Язницький («Полонія» Варшава)     | 31' |
|  | 8       | Евальд Цебуля («Шльонськ» Свентохловіце) |     |
|  | 9       | Леонард Піонтек (АКС Хожув)              |     |
|  | 10      | Ернест Вілімовський («Рух» Хожув)        |     |
|  | 11      | Павел Циганек («Фаблок» Хшанув)          |     |
|  | Заміна: |                                          |     |
|  |         | Станіслав Баран («Варшавянка»)           | 31' |
|  | Тренер: |                                          |     |
|  |         | Юзеф Калужа                              |     |

|  |         |                               |  |
|  |         |                               |  |
|  | 1       | Ференц Сиклаї («Уйпешт»)      |  |
|  | 2       | Карой Кіш (МТК)               |  |
|  | 3       | Шандор Біро (MTK)             |  |
|  | 4       | Анталь Салаї («Уйпешт»)       |  |
|  | 5       | Йожеф Турай (MTK; )           |  |
|  | 6       | Янош Дудаш (MTK)              |  |
|  | 7       | Шандор Адам («Уйпешт»)        |  |
|  | 8       | Дьєрдь Шароші («Ференцварош») |  |
|  | 9       | Дьюла Женгеллер («Уйпешт»)    |  |
|  | 10      | Геза Тольді («Ференцварош»)   |  |
|  | 11      | Ласло Дьєтваї («Ференцварош») |  |
|  | Тренер: |                               |  |
|  |         | Денеш Гінзері                 |  |

## Плани на вересень
Наступна гра планувалася на 3 вересня у Варшаві з командою Болгарії. Тренер Юзеф Калужа планував розпочати матч у такому складі:
- Вальтер Бром («Рух» Хожув),
- Едмунд Гємса («Рух» Хожув),
- Міхал Дусик (КПВ Познань),
- Казімєж Лис («Варта» Познань),
- Вільгельм Пєц («Напшод Липини»),
- Генрік Мікунда[pl] («Рух» Хожув),
- Александер Шраєр («Варта» Познань),
- Болеслав Гендера («Варта» Познань),
- Евальд Цебуля («Шльонськ» Свентохловіце),
- Францишек Питель (АКС Хожув),
- Павел Циганек («Фаблок» Хшанув).
- Резерв: Адольф Кшик («Бригада» Ченстохова), Едмунд Бялас (КПВ Познань), Владислав Щепаняк і Станіслав Філіпек (обидва — «Полонія» Варшава).

У середу, 6 вересня мала відбутися гра з Югославією на виїзді. На 24 число заплановано було два матчі: національна збірна мала грати з Румунією, а резервна команда з фінами.